# Малык-Преславец
Малык-Преславец (болг. Малък Преславец) — село в Болгарии. Находится в Силистренской области, входит в общину Главиница. Население составляет 302 человека.

## Археология и генетика
Могильник Малык Преславец — единственный известный ранненеолитический погребальный комплекс VI тыс. до н. э. на Балканах. В могильнике Малык Преславец процент девиантных погребений очень высок — две трети из 12 погребений. То, что погребения из Малык Преславец являются неполными в результате некоторых осознанных действий, подтверждается отсутствием различных частей тела в захоронениях — в 4 непотревоженных комплексах отсутствуют черепа, ещё в 4 наблюдается отсутствие частей посткраниального скелета. Более того, инвентарь обнаружен лишь в девиантных погребальных комплексах. У неолитических обитателей Малык Преславец определены Y-хромосомные гаплогруппы C, G2a2b2a, T1a1a и митохондриальные гаплогруппы J1c, J2b1, H, H5b, T2b, T2e, U5a1c, U5a2.

## Политическая ситуация
В местном кметстве Малык-Преславец, в состав которого входит Малык-Преславец, должность кмета (старосты) исполняет Галина Ганчева Ангелова (Болгарская социалистическая партия (БСП)) по результатам выборов правления кметства.
Кмет (мэр) общины Главиница — Насуф Махмуд Насуф (Движение за права и свободы (ДПС)) по результатам выборов в правление общины.